# Up for the Cup (film, 1931)
Pour les articles homonymes, voir Up for the Cup.
Pour plus de détails, voir Fiche technique et Distribution.
Up For The Cup est un film britannique réalisé par Jack Raymond sorti en 1931. 
Un remake de ce film est réalisé en 1950, Up for the Cup.

## Synopsis
John Willie Entwhistle est un inventeur raté du Yorkshire qui assiste à la finale de la FA Cup 1930. Il se fait voler sa sacoche contenant son argent et apprend, dans la foulée, que sa femme le quitte... Il retrouve finalement sa femme et apprend qu'une de ses inventions va le rendre riche et célèbre.

## Fiche technique
- Réalisation : Jack Raymond
- Scénario : Bert Lee, R.P. Weston et Con West
- Directeur de la photographie : Freddie Young
- Production : British and Dominion Film Corporation
- Genre : Comédie
- Format : noir et blanc
- Durée : 76 minutes
- Date de sortie : 1931

## Distribution
- Sydney Howard : John Willie Entwhistle
- Joan Wyndham : Mary Murgatroyd
- Stanley Kirk : Cyril Hardcastle
- Sam Livesey : John Cartwright
- Marie Wright : Madame Entwhistle
- Moore Marriott : James Hardcastle
- Hal Gordon : Propriétaire
- Herbert Woodward : Tom
- Jack Raymond : Employé du tramway